# Puig Rom
El Puig Rom és una muntanya de 225 metres que es troba al municipi de Roses, a la comarca catalana de l'Alt Empordà. S'hi troba el castrum visigòtic del Puig Rom.
Al cim s'hi pot trobar un vèrtex geodèsic (referència 310484001).